# 테드 맥긴리
테드 맥긴리(Ted McGinley, 1958년 5월 30일 ~ )는 미국의 배우이다.

## 출연 작품
- 스키장 로맨스: 산장에 온 첫사랑 (2019)
- 신은 죽지 않았다 3: 어둠 속의 빛 (2018)
- 더 아웃스컬트 (2017)
- 익스펜더블 에셋 (2016)
- 언더독 키즈 (2015)
- 신을 믿습니까? (2015)
- 크리스마스 위드 어 캐피탈 C (2011)
- 스쿠비-두! 커즈 오브 더 레이크 몬스터 (2010)
- 이브즈드라프 (2008)
- 더 노트 (2007)
- 희망과 신념 (2003)
- 저스티스 리그 (2001)
- 진주만 (2001)
- 데이브레이크 (2000)
- 딕 (1999)
- 팔로우 유어 하트 (1998)
- 메이저 리그 3 (1998)
- 사이버 킬러 (1998)
- 데들리 웹 (1996)
- 살인 게임 (1995)
- 기숙사 대소동 4 (1994)
- 린다 (1993)
- 웨인즈 월드 2 (1993)
- 와일드 저스티스 (1993)
- 기숙사 대소동 3 (1992)
- 토네이도 전투 비행단 (1991)
- 물적 증거 (1988)
- 기숙사 대소동 (1984)
- 병원광 시대 (1982)

### 텔레비전
- 스타와 춤을 (2005)
- 쇼킹 패밀리 (1999)
- 못말리는 번디 가족 (1987)
- 지미 키멜 라이브! (2003)
- 웨스트 윙 시즌1 (1999)
- 호텔 - 시리즈 (1983)
- 다이너스티 (1981)
- 사랑의 유람선 (1977)